# 班维尔欧索勒
班维尔欧索勒（法語：Bainville-aux-Saules，法語發音：[bɛ̃vil o sol] ⓘ）是法国大东部大区孚日省的一个市镇，属于埃皮纳勒区。

## 地理
班维尔欧索勒（48°12'23"N, 6°8'15"E）面积5.61 平方千米，位于法国大東部大區孚日省，该省份为法国东北部内陆省份，北起默兹省和默尔特-摩泽尔省，西接上马恩省，南至上索恩省和贝尔福地区省，东临上莱茵省和下莱茵省。
与班维尔欧索勒接壤的市镇（或旧市镇、城区）包括：莱热维尔和邦费、朗库尔、瓦尔弗鲁瓦库尔、伯涅库尔、弗雷努瓦、阿热库尔。

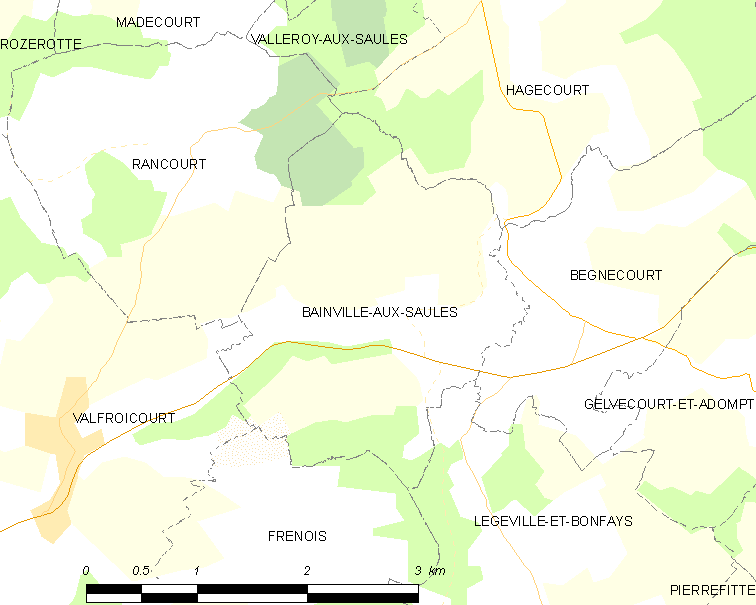
班维尔欧索勒的OSM定位图

班维尔欧索勒的时区为UTC+01:00、UTC+02:00（夏令时）。

## 行政
班维尔欧索勒的邮政编码为88270，INSEE市镇编码为88030。

## 政治
班维尔欧索勒所属的省级选区为达尔内县。

## 人口

1962-2008年间班维尔欧索勒人口变化图示

班维尔欧索勒于2022年1月1日时的人口数量为160人。